# 시우타델랴 공원

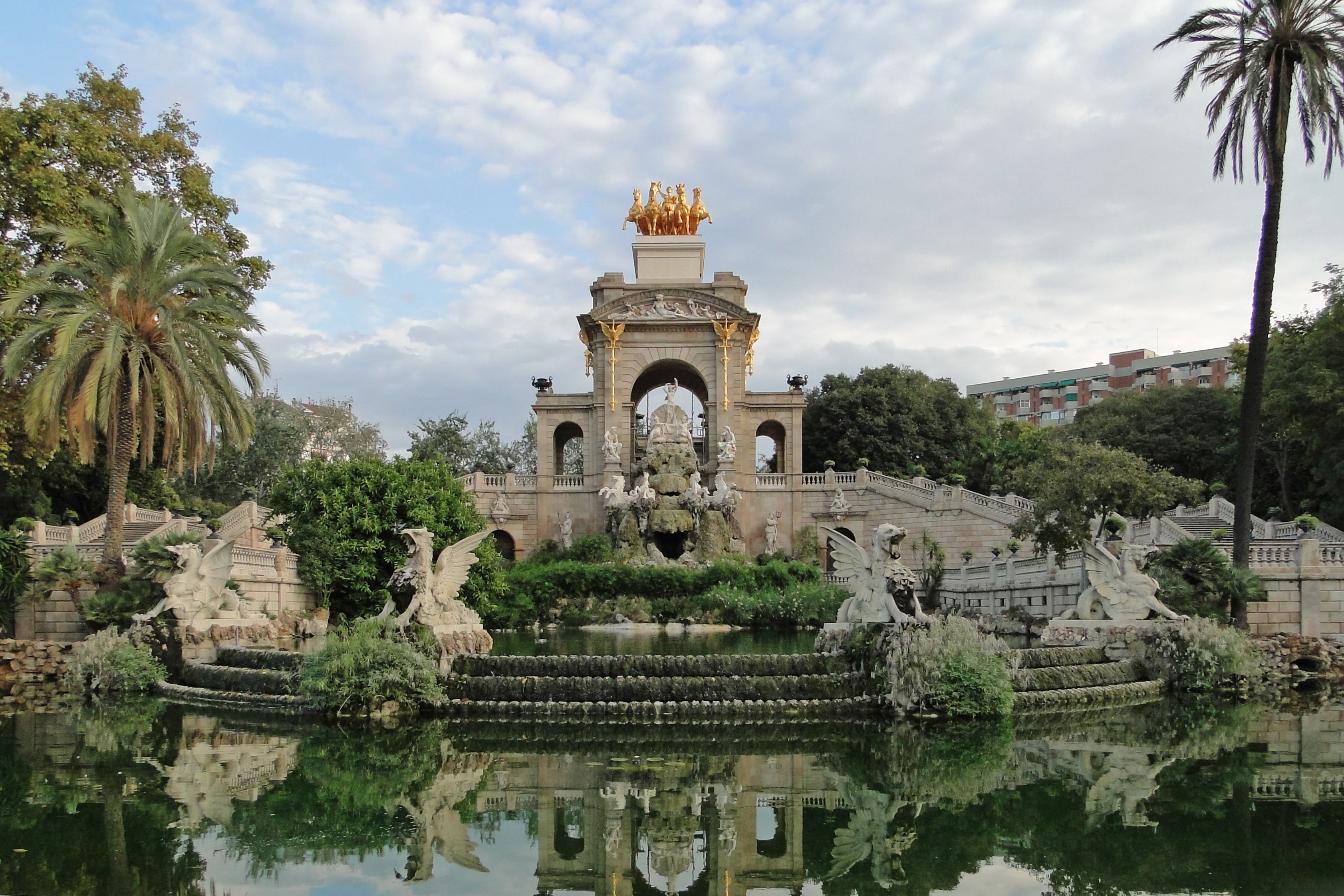
공원의 분수

시우타델랴 공원(카탈루냐어: Parc de la Ciutadella)은 스페인 카탈루냐 지방 바르셀로나 시우타트벨랴에 있는 공원이다. 공원 내에는 카탈루냐 의회, 바르셀로나 동물원이 있다.